# Indicadors de Laeken
Els Indicadors de Laeken són un conjunt d'indicadors estadístics europeus comuns sobre la pobresa i l'exclusió social que va establir al Consell Europeu el desembre 2001 a Laeken, suburbi de Brussel·les (Bèlgica). Es van desenvolupar com a part de l'Estratègia de Lisboa de l'any anterior, que preveia la coordinació de les polítiques socials europees a nivell de país a partir d'un conjunt d'objectius comuns.

## Llista d'indicadors
La majoria d'aquests indicadors es diferencien per diversos criteris (sexe, grup d'edat, tipus de llar, etc.).
- Taxa de risc de pobresa
- Llindar de risc de pobresa
- Proporció de quintils de renda S80 / S20
- Tasa de risc de pobresa permanent
- Taxa de risc de pobresa persistent (llindar alternatiu)
- Interval de la mitjana relativa de risc de pobresa
- Cohesió regional
- Taxa d'atur de llarga durada
- Persones que viuen en llars sense feina
- Abandonaments escolars sense educació ni formació a l'actualitat
- Esperança de vida al néixer
- Estat de salut autodefinit
- Dispersió al voltant del llindar de risc de pobresa
- Taxa de risc de pobresa ancorada en un moment
- Taxa de risc de pobresa abans de les transferències socials en efectiu
- Coeficient Gini
- Treball en risc de taxa de pobresa
- Percentatge de desocupació de llarga durada
- Taxa d'atur molt llarga